# نورو-فرون
نورو-فرون (به لاتین: Nord-Fron) یک شهرداری در نروژ است که در اوپلاند (نروژ) واقع شده‌است. نورو-فرون ۱٬۱۴۱ کیلومتر مربع مساحت و ۵٬۹۲۶ نفر جمعیت دارد.